# Axelline Lund
Axelline Lund (født 23. oktober 1836 i København, død 17. december 1918) er dansk forfatter forfatter og kvindesagsforkæmper.

## Familie
Forældre: krigsassessor Carl Christian Mørch (1807-70) og Dorothea Margrethe Magdalene Müller (1809-58).
Hun blev gift 7. oktober 1859 med maler Frederik Christian Lund.

## Arbejde
Axelline Lund stiftede foreningen Cirklen i 1897.
Hun var formand for foreningen Cirklen fra 1897 til 1910, hvor hun blev afløst af kunstneren Palline Fallesen. Hun var ved sin afgang som formand 1910 blev Axelline Lund udnævnt til æresmedlem.
Axelline Lund var 1898-1904 ansat som lærerinde i italiensk ved Kunstakademiet. Som formand for Cirklen blev hun 1898 medstifter af Danske Kvindeforeningers Valgretsudvalg. Hun var kasserer og sekretær i denne gren af kvindestemmeretskampen indtil 1907. På Axelline Lund initiativ blev Cirklen desuden en af de allerførste organisationer, der indmeldtes i Dansk Kvinderaad, siden Danske Kvinders Nationalråd (DKN), efter dets stiftelse 1899 som en indenlandsk paraplyorganisation og et led i International Council of Women. Hun var kasserer i DKN 1899-1902 og i en kort periode næstformand. Cirklen opretholdt ikke på langt sigt sin forbindelse til DKN.